# 長鰭無鬚魮
長鰭無鬚魮（学名：Puntius arulius）為輻鰭魚綱鯉形目鯉科的其中一個種。

## 分布
本魚分布於印度的考未立河流域。

## 特徵
本魚體呈棕灰色，身上有三條不規則、不完整的黑色直條紋，從背部延伸到側腹部一半的位置。背鰭基部有一小塊黑斑。黑邊魚鱗遍佈微小的彩虹色小點。在側照光線下，這些小點顯得非常清晰。尾鰭和臀鰭紅色。體長可達12公分。

## 生態
本魚棲息在河川或湖泊中，性情溫和，成群出現，屬雜食性，通常能夠在任何硬度的水中生存，平均產仔魚數百尾。

## 經濟利用
為小型觀賞性魚類。